# 伊讷奈姆
伊讷奈姆（法語：Innenheim，法語發音：[inənaim]）是法国下莱茵省的一个市镇，属于塞莱斯塔-埃尔什泰因区。

## 地理
伊讷奈姆（48°29'43"N, 7°34'20"E）面积6.24 平方千米，位于法国大東部大區下莱茵省，该省份为法国大陆部分最东部的省份，是阿尔萨斯的一部分，今与上莱茵省组成了阿尔萨斯欧洲集体，其南至上莱茵省，西南接孚日省和默尔特-摩泽尔省，西接摩泽尔省，北与德国接壤。
与伊讷奈姆接壤的市镇（或旧市镇、城区）包括：阿尔托夫、比绍夫赛姆、布莱赛姆、迪特勒奈姆、莫尔塞姆附近格里赛姆。

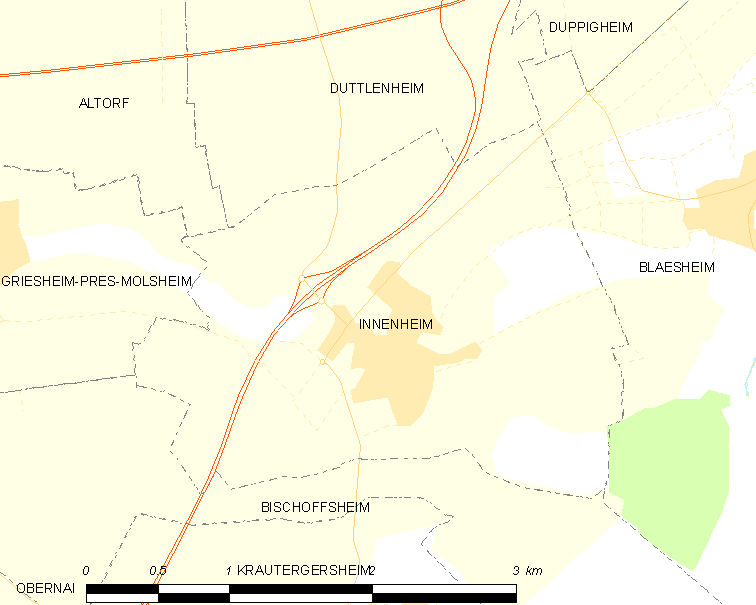
伊讷奈姆的OSM定位图

伊讷奈姆的时区为UTC+01:00、UTC+02:00（夏令时）。

## 行政
伊讷奈姆的邮政编码为67880，INSEE市镇编码为67223。

## 政治
伊讷奈姆所属的省级选区为莫尔塞姆县。

## 人口

1962-2008年间伊讷奈姆人口变化图示

伊讷奈姆于2022年1月1日时的人口数量为1240人。